# 連鎖不平衡
連鎖不平衡（れんさふへいこう、英語: linkage disequilibrium、略称：LD）とは生物の集団において、複数の遺伝子座の対立遺伝子または遺伝的マーカー（多型）の間にランダムでない相関が見られる、すなわちそれらの特定の組合せ（ハプロタイプ）の頻度が有意に高くなる集団遺伝学的な現象をいう。それらは一般には同じ染色体上にあって遺伝的連鎖をしているが、連鎖していても連鎖不平衡が見られない場合もあり、また別の染色体上で見られる場合もある。つまり遺伝的連鎖とは別の（連鎖している場合も含む）現象である。

## 概説
2つの遺伝子座に関する連鎖不平衡を考え、各対立遺伝子を変数I1 とI2 で表す。連鎖不平衡パラメータδ を次のように定義する：
{\displaystyle \delta =Cov(I_{1},I_{2})=p_{1}p_{2}-h_{12}}
ここでp1 とp2 は2つの遺伝子座における単独の対立遺伝子の頻度を表し、h12 は両対立遺伝子を合わせたハプロタイプの頻度を表す。この他にも様々なパラメータが用いられている。これが0でない場合に2つの対立遺伝子は連鎖不平衡にあるといい、それに対し δ = 0 の場合を連鎖平衡という。
連鎖不平衡の原因は多くの場合、基本的には遺伝的連鎖にあり、対象とする集団の祖先が持っていた特定のハプロタイプがまだ保存されている場合に連鎖不平衡が見られる。
また集団が複数の遺伝的集団からなる（見かけの単一集団で、まだあまり交雑していない）場合、あるいは特定のハプロタイプが生物の生存や繁殖に有利である場合も原因となり、この場合には異なる染色体上の対立遺伝子が（見かけ上）連鎖不平衡にあることもある。
International HapMap Project により人類集団の連鎖不平衡をオンラインで知ることができる。これらの情報は特に、疾病に及ぼす遺伝的要因の解析に役立つことが期待されている。